# Puntar
Puntar je priimek več znanih Slovencev:
- Frane Puntar (1936—2013), pesnik in pisec lutkovnih in radijskih iger
- Gašper Puntar, oblikovalec lesa
- Ivan Puntar (1914—1986), partizanski poveljnik
- Josip Puntar (1884—1937), kulturni in politični zgodovinar, literarni teoretik, publicist
- Mara Puntar Goljevšček (r. Goljevšček), prevajalka
- Milko Puntar (1906—1942), partizanski komandir
- Patric Puntar - 3K, raper